# Coaster (sistem de transport de persoane)

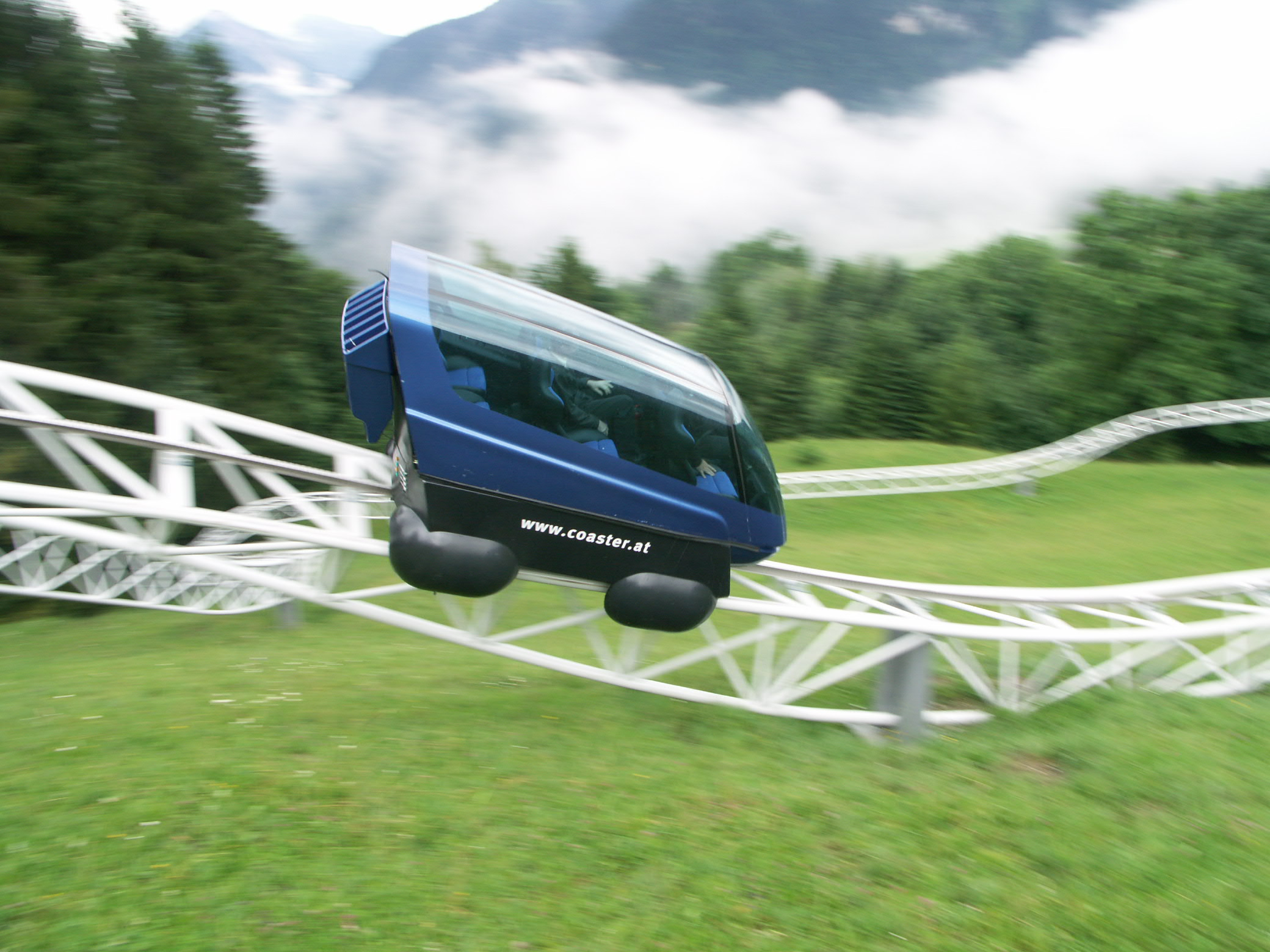
Mountain-Coaster

Coasterul este proiectat pentru dezvoltarea unui sistem de transport de persoane automatizat. În coaster încap 6 până la 10 persoane și circulă pe un sistem de șine semănătoare cu cel al unui roller coaster. Coasterul este alimentat cu ajutorul unor baterii, care se pot încărca la anumite stații.
Coasterul este conceput ca un nou transport public. Acesta va funcționa după cerințe, neavând un orar fix.